# Campeonato Sudamericano de Clubes de Rugby 1986
El  Campeonato Sudamericano de Clubes de Rugby de 1986 fue la segunda edición del torneo sudamericano de rugby de clubes campeones.

## Participantes
| Liga                               | Ganador                     |
| ---------------------------------- | --------------------------- |
| Torneo de la URBA 1985             | Club Atlético de San Isidro |
| Campeonato Central de Rugby 1985   | Old Boys                    |
| Campeonato Paraguayo de Rugby 1985 | San José                    |
| Campeonato Uruguayo de Rugby 1985  | Old Christians Club         |

## Desarrollo

### Semifinales
| 18 de enero de 1986 | Club Atlético de San Isidro | 50 - 0 | San José |  |  |

| 18 de enero de 1986 | Old Christians Club | 22 - 19 | Old Boys |  |  |

#### Tercer puesto
| 19 de enero de 1986 | Old Boys | 16 - 10 | San José |  |  |

#### Final
| 19 de enero de 1986 | Club Atlético de San Isidro | 13 - 9 | Old Christians Club |  |  |

| Bandera de Argentina                |
| Campeón Club Atlético de San Isidro |
| Primer título                       |